# Lié Louis Périn
Pour les articles homonymes, voir Louis Périn (homonymie) et Périn.
Lié Louis Périn-Salbreux, né le 12 octobre 1753 à Reims, où il est mort le 20 décembre 1817, est un peintre portraitiste et miniaturiste français.

## Biographie
Dernier des six enfants de fabricants d’étoffes, le père, ayant vu ses quatre premiers fils se fixer comme lui à la fabrication des étoffes de la manufacture de Reims, aurait voulu le voir faire une carrière ecclésiastique. Périn, qui nourrissait une prédilection pour la peinture, alla contre le vœu familial en suivant contre leur intention le cours gratuit de dessin de sa ville natale, dirigé par Jean-François Clermont. 
En 1778, monté dans la capitale, sans protecteur et presque sans argent, il se livra à des études sérieuses d’après nature en gagnant sa vie en faisant des miniatures, genre moins dispendieux que la peinture. Il fréquente l’atelier de Lemonnier et de Louis Marie Sicard (dit Sicardi), mais c’est Alexander Roslin qui lui donna l’occasion de sortir son style de la routine académique en le chargeant de lui copier en miniature plusieurs de ses tableaux.
Cette étroite collaboration permit à Périn de rendre son style, quoique simple et naïf, moins maniéré pour lui donner plus de grâce. Ces efforts lui permirent de hausser un grand nombre de ses ouvrages au niveau de la grande peinture qu’il n’avait abandonnée qu’à regret et qu’il reprenait souvent volontiers. Son talent profita également de l’influence des portraits de Greuze et de Hallé qu’il observa et étudia, pour comprendre l’importance, dans les portraits, de la tête et des mains, qui doivent particulièrement fixer l’attention, et de la nécessité de subordonner les accessoires aux parties les plus importantes. L’intimité du statuaire Houdon le fortifia, par ailleurs, dans l’étude de la forme.
Vers 1781, Périn avait acquis une grande réputation qu’il augmenta encore en exposant à plusieurs salons, des cadres de miniatures qui laissèrent une longue impression. Houdon, Ingres et Isabey faisaient le plus grand cas de lui. En dépit du nom de « peintre de la bourgeoisie » qu’il se donnait, il réalisa pourtant les portraits de diverses personnes de haut rang, notamment ceux des duchesses d’Orléans, de La Rochefoucauld, etc. Il avait commencé un vaste tableau à l’huile, composé de quatorze portraits en pied, preuve des progrès qu’il avait accomplis dans son art, mais la Révolution lui ôta les moyens de le finir. La Terreur n’interrompit cependant pas ses travaux. Dans la crainte d’une séparation et même de la mort, chacun, voulait laisser, avec son portrait, un souvenir à sa famille, à son épouse, à un ami. Périn étant un des artistes auxquels on s’adressait de préférence, son atelier était partout, même sous les verrous, car si on refusait aux condamnés la faveur de dire un dernier adieu à leurs familles, on permettait aux peintres de pénétrer dans les prisons. Périn gagna beaucoup dans ces années, mais la Révolution lui enleva le fruit de ses travaux, lorsque la conversion en papier-monnaie rendit bientôt la petite fortune, qu’il avait acquise, sans valeur.
Inquiet pour l’avenir de sa femme, Anne-Félicité Salbreux, et de ses deux enfants, il quitta Paris en 1799, et revint à Reims. Aidée des conseils de la famille de son mari, madame Périn devint fabricante, tandis que son mari restait artiste, sa passion de l’art ne pouvant le détourner de la peinture. Il réalisa de nombreux portraits dans sa ville natale et à Lyon, pendant un séjour de plusieurs mois, sans les exposer dans la capitale où il avait exposé, pour la dernière fois, dans les salons, en 1798. Il s’y rendait néanmoins pour visiter les expositions, et suivre les progrès des arts, avec Isabey, qu’il connaissait et qu’il avait précédé dans la carrière, et voir les ouvrages de Saint, qui, avant son départ, désirait être son élève.

Périn peignait dans le style du grand Siècle avec l’étude de la nature propre à l’école nouvelle du siècle des Lumières. Selon Auguste Lacatte-Joltrois, 

« Tous les portraits qu’a faits Périn sont essentiellement vrais et vivants. Il arrivait à une très grande ressemblance, non seulement par l’imitation matérielle des traits, mais encore parce qu’il devinait et rendait le caractère moral de ses modèles. Aussi les portraits de ses amis et des personnes qu’il voyait habituellement, sont-ils les plus parfaits. Il est difficile de mieux saisir les expressions de la figure, les allures du corps et les mouvements de tête particuliers de chaque individu. Les têtes et les mains sont très finement dessinées ; l’exécution en est large, la couleur très vraie, très variée, et les plans des formes sont si bien trouvés qu’un sculpteur pourrait facilement modeler d’après la peinture de Périn. Les expositions actuelles montrent peu de miniatures d’un semblable mérite. Ses portraits sont bien faits, les poses y sont nobles et aisées, la carnation des plus naturelles, principalement celle des femmes. Comme dans la miniature, s’il avait suivi ce genre de peinture, il s’y serait fait une belle réputation. »

Périn avait un fils, Alphonse Périn, qu’il lança lui-même dans la carrière des arts, en lui apprenant à dessiner dans la campagne, d’après nature, en lui faisant remarquer les formes, les effets, et en l’envoyant étudier dans la capitale sous Guérin et de Bertin comme maitres. En 1978, sa sépulture à perpétuité, au Cimetière du Nord, fut reprise par la Ville pour état d’abandon.

## Œuvres
Le portrait intitulé La Petite Reine, qu’on peut voir de lui au Musée des beaux-arts de Reims, a longtemps été présumé représenter Marie-Antoinette. Cette hypothèse est aujourd’hui été révoquée, car la couleur des yeux du modèle diffère de ceux de Marie-Antoinette, Périn s’étant plus probablement inspiré d’une œuvre antérieure. 

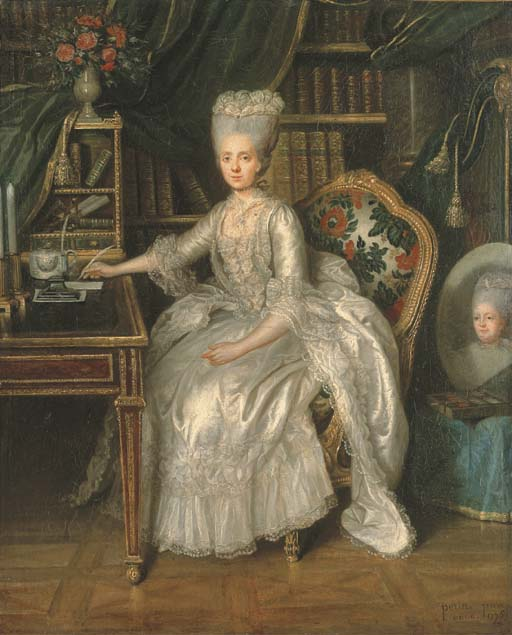
Marie Adélaïde, Versailles,
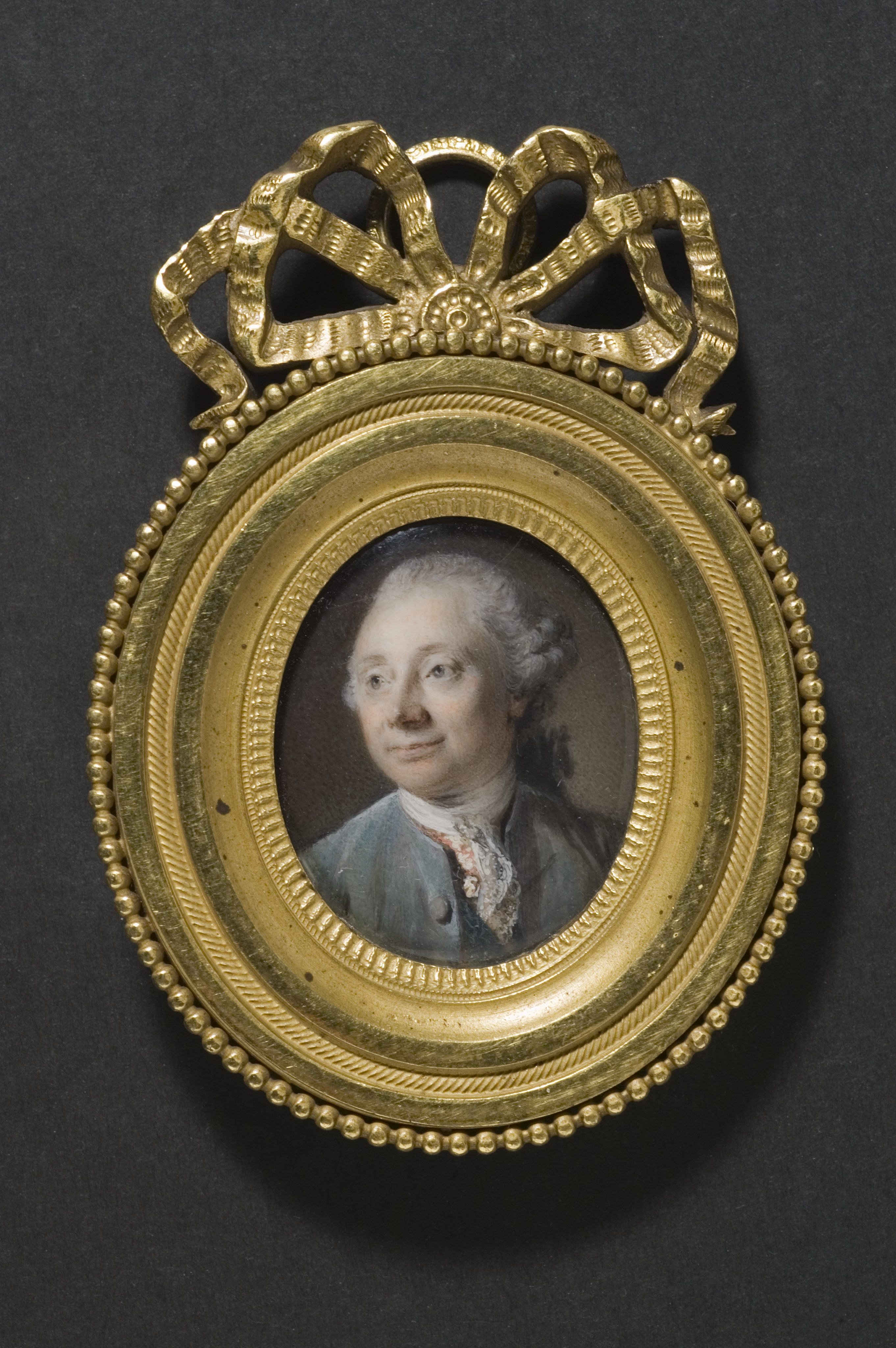
miniature d'Alexandre Roslin, Nationalmuseum,
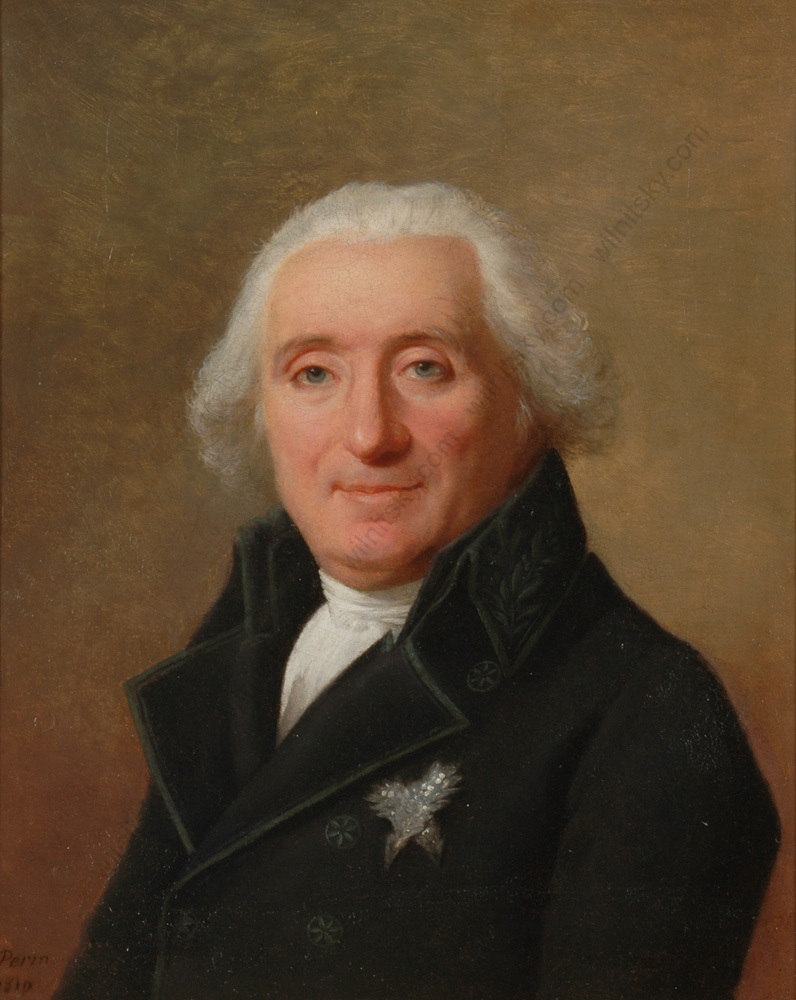
Nicolas Conteray Lallemant,
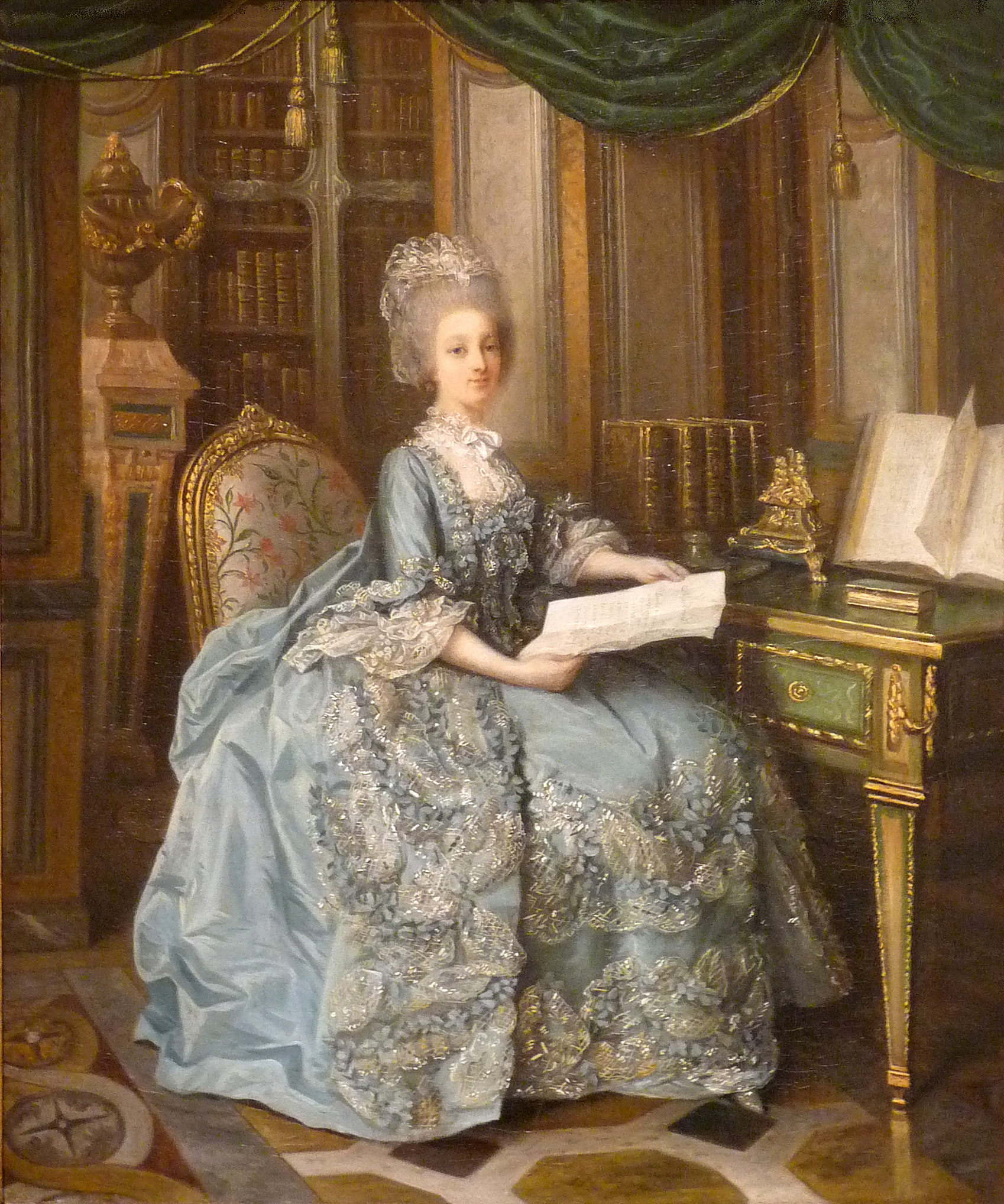
La Petite Reine,
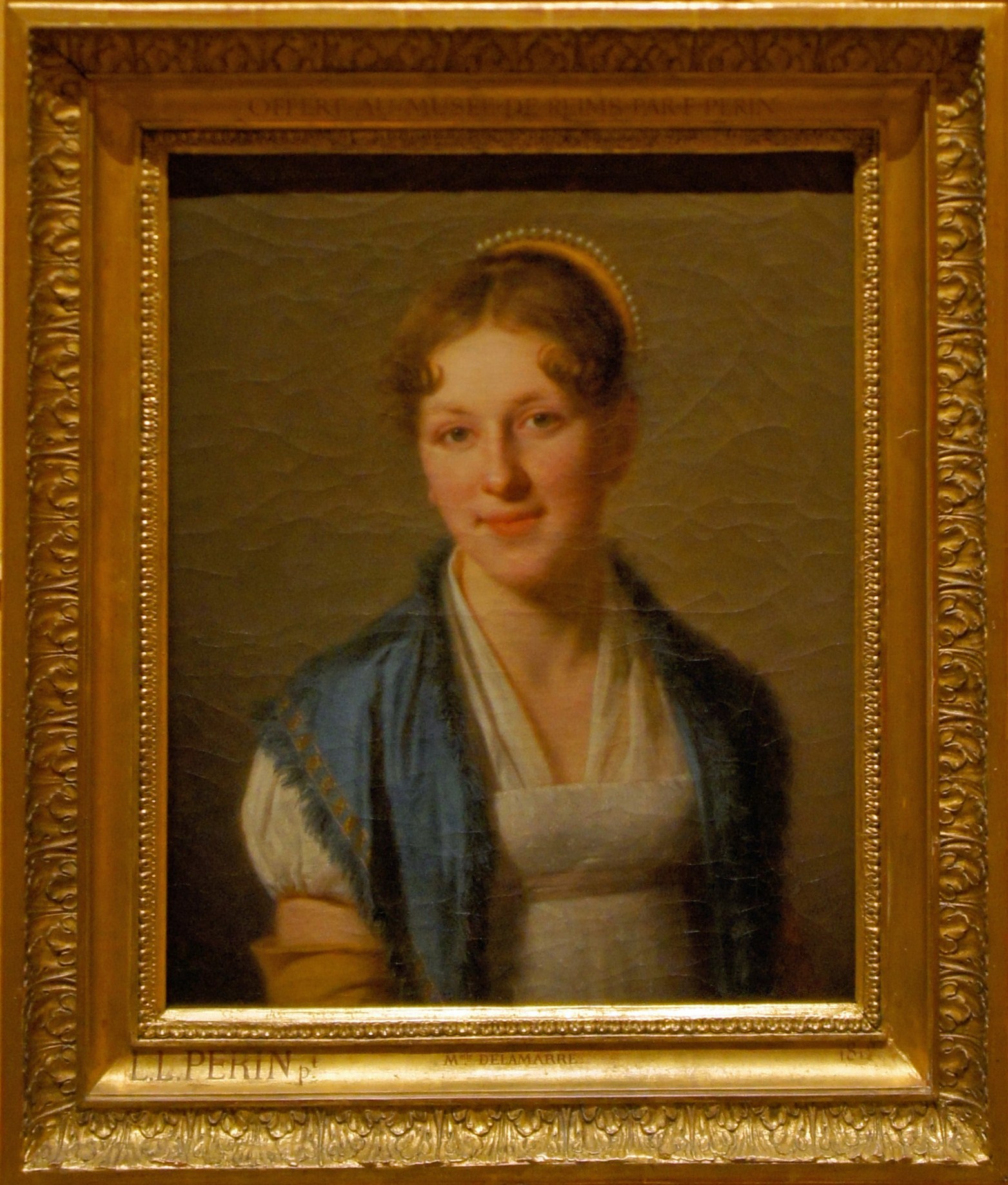
Melle Delamarre, (Musée des beaux-arts de Reims).